# 比亚纳德塞加
比亚纳德塞加，是西班牙卡斯蒂利亚-莱昂巴利亚多利德省的一个市镇。总面积18平方公里，2001年普查人口總數為1637人，人口密度為每平方公里91人。